# Hyparrhenia variabilis
Hyparrhenia variabilis är en gräsart som beskrevs av Otto Stapf. Hyparrhenia variabilis ingår i släktet Hyparrhenia och familjen gräs. Inga underarter finns listade i Catalogue of Life.